# Prix Duculot
Le Prix Jules Duculot est décerné par l'Académie royale de Belgique, Classe des lettres, à des philosophes s'étant particulièrement illustrés dans leur discipline.
Créé en 1965, le prix est "destiné à couronner un ouvrage (imprimé ou manuscrit) écrit en langue française, ayant pour objet l'histoire de la philosophie". De plus, il est "réservé soit à un Belge, soit à un étranger détenteur d'un grade académique octroyé par une Université belge". Doté de 2000 euros, Il est décerné pour une période de cinq années, "les ouvrages imprimés devant avoir été publiés dans les cinq années antérieures à la fin de la période".

## Lauréats
- 1re période, 1966-1970 : Simone Van Riet (pour Avicenna latinus. Liber de anima seu Sextus de naturalibus, IV-V).
- 2e période, 1971-1975 : Claude Troisfontaines (pour sa trad. de M. Blondel, Le Lien substantiel et la substance composée d'après Leibniz).
- 3e période, 1976-1980 : Bernard Forthomme (pour Une philosophie de la transcendance: La métaphysique d'Emmanuel Levinas, Paris, Vrin, 1979)
- 4e période, 1981-1985 : Guy Haarscher (pour L'ontologie de Marx, Bruxelles, Editions de l'ULB, 1980)
- 6e période, 1991-1995 : Lambros Couloubaritsis (pour Aux origines de la pensée européenne, Bruxelles, De Boeck, 1992)
- 7e période, 1996-2000 : Danielle Lories.
- 8e période, 2001-2005 : Denis Seron (pour Objet et signification, Paris, Vrin, 2003)
- 9e période, 2006-2010 : Anne Staquet (pour Descartes et le libertinage, Paris, Hermann, 2009)
- 10e période, 2011-2015 : Christophe Perrin (pour Entendre la métaphysique. Les significations de la pensée de Descartes dans l’oeuvre de Heidegger, Peeters, 2013)